# Alberto Mendonça Neves
Alberto José Mendonça Neves (m. 3 de Dezembro de 2019), foi um médico psiquiatra português.

## Biografia
Foi filho de José Neves Júnior, professor e geógrafo. Estudou na cidade de Coimbra.
Exerceu como médico psiquiatra, tendo sido o fundador e director do Departamento de Psiquiatria do Hospital de Faro, e um dos responsáveis pela criação da Associação de Saúde Mental do Algarve. Foi nomeado como director do Departamento de Psiquiatria em 2002, substituindo Daniel Seabra, alteração que era pedida há vários anos pelos médicos do hospital. Também foi por sua iniciativa que foi iniciado o Hospital de Dia da Psiquiatria, naquela unidade hospitalar.
Teve igualmente um importante papel no desenvolvimento da cultura da região, tendo sido um dos dirigentes do Círculo Cultural do Algarve, e um dos responsáveis pela fundação da CIVIS – Associação para o Aprofundamento da Cidadania. Também fez parte da Tertúlia Farense, e exerceu como presidente da Assembleia Geral do Cineclube de Faro durante cerca de vinte anos, tendo sido homenageado como sócio honorário daquela instituição em 1996.
Em 2009 recebeu a Medalha de Mérito de Grau de Ouro do Ministério da Saúde, pelos seus esfoços na melhoria do acesso dos cidadãos aos cuidados de saúde mental.
Faleceu em 3 de Dezembro de 2019, aos 85 anos de idade. O funeral teve lugar em 5 de Dezembro, na Capela da Igreja de São Luís, em Faro, tendo o corpo sido depois cremado em Elvas. Na sequência do seu falecimento, a Direcção Geral de Cultura do Algarve publicou uma nota de pesar, onde destacou tanto a sua carreira como médico como os seus esforços pela cultura no Algarve.